# Shangri La (album)
Shangri La è il secondo album del musicista rock inglese Jake Bugg. Edito il 18 novembre 2013, prende il nome dagli Shangri-La Studios di Malibù, dove fu registrato.
Fu anticipato dal singolo What Doesn't Kill You, uscito il 23 settembre 2013. Il secondo singolo estratto fu Slumville Sunrise, il terzo A Song About Love e il quarto Me and You. 
Il 19 novembre 2013 la Island Records ha pubblicato l'album negli USA.

## Tracce

### Tracce standard
1. There's a Beast and We All Feed It
2. Slumville Sunrise
3. What Doesn't Kill You
4. Me and You
5. Messed Up Kids
6. A Song About Love
7. All Your Reasons
8. Kingpin
9. Kitchen Table
10. Pine Trees
11. Simple Pleasures
12. Storm Passes Away

### Tracce bonus
1. Strange Creatures
2. A Change in the Air

## Formazione
- Jake Bugg – voce, chitarre, pianoforte
- Jason Lader – basso
- Matt Sweeney – chitarra ritmica
- Chad Smith – batteria
- Pete Thomas - batteria